# Globalizációtörténeti Kutatócsoport
Az MTA-SZTE-ELTE Globalizációtörténeti Kutatócsoport a Magyar Tudományos Akadémia támogatásával jött létre azzal a céllal, hogy nemzetközi összehasonlításban vizsgálja a globalizációs és territorializációs folyamatok megjelenését Magyarországon a 19. század utolsó harmadától a 20. század végéig.

## Múlt és szervezet
A kutatócsoport 2019-ben alakult a Magyar Tudományos Akadémia finanszírozásával. Később az ELKH, majd a HUN-REN keretében működött.
A csoport szakmai irányítója Prof. Dr. Tomka Béla, egyetemi tanár, a Szegedi Tudományegyetem Jelenkortörténeti Tanszékének vezetője.
A kutatócsoport két magyarországi egyetem munkatársainak szoros együttműködésére épül: a Szegedi Tudományegyetem BTK Jelenkortörténeti Tanszéke mellett az ELTE TáTK Összehasonlító Történeti Szociológia Tanszéke (tanszékvezető: Dr. habil. Keller Márkus) a globalizációtörténeti vizsgálatok másik bázisa.
A csoport jelenlegi és korábbi tagjai közé tartozik Baráth Katalin, Bencsik Péter, Bódy Zsombor, Kalmár Melinda, Keller Márkus, Koloh Gábor, Krizmanics Réka, Nagy Péter, Simonkay Márton és Tomka Béla.

## Kutatás és publikációk
A kutatócsoport munkatársainak a globalizáció különböző aspektusaival foglalkozó könyvei a Routledge, a Kronosz és az Osiris kiadóknál jelentek meg, továbbá tanulmányaik egyebek mellett a Comparativ, a European History Quarterly, a Múltunk, a Századok című folyóiratokban láttak napvilágot. Emellett a csoport tagjai tudományos folyóiratokban tematikus blokkokat is publikáltak (Aetas, Korall Archiválva 2023. december 31-i dátummal a Wayback Machine-ben, Magyar Tudomány, Századok).
A csoport HistGlob Working Papers néven sorozatot indított, amelyben a globalizáció múltjával foglalkozó kutatók műhelytanulmányait adja közre. 
A kutatócsoport tagjainak tanulmányai az MTMT oldalán: Globalizációtörténeti Kutatócsoport MTMT publikációs lista
A csoport együttműködést alakított ki több magyarországi és nemzetközi intézménnyel. Ez magában foglalta műhelykonferenciák szervezését (Research Center for the History of Transformations, RECET, Vienna; Leibniz-Institut für Geschichte und Kultur des östlichen Europa, GWZO, Leipzig). Tagjai a kelet-közép-európai globalizáció történetének témakörében előadásokat tartottak és szekciókat szerveztek tudományos intézményekben és konferenciákon (Leibniz-Institut für Ost- und Südosteuropaforschung, IOS, Regensburg; European Network in Universal and Global History, 7th ENIUGH Congress, Hága).

## Média
A kutatócsoport a közösségi médiában is jelen van: 2019-ben indította el Facebook oldalát, ahol egyrészt a globalizációtörténethez kapcsolódó  információk találhatók, másrészt beszámolók olvashatók a globalizációval kapcsolatos új publikációkról, a tagok konferencia-szerepléseiről és más szakmai újdonságokról. Továbbá a  csoport évente kétszer hírlevelet ad ki.
2021-ben a kutatócsoport podcast sorozatot indított GlobCast néven, amelyben szakértők a globalizációval összefüggő kérdéseket vitatnak meg.  

## Egyetemi kurzusok
A kutatócsoport tagjai globalizációtörténettel foglalkozó kurzusokat is tartanak egyetemi hallgatók részére az ELTE TáTK Összehasonlító Történeti Szociológia Tanszékén és az SZTE BTK Jelenkortörténeti Tanszékén.